# Paul Poiret
Paul Poiret (Paris, 20 de abril de 1879, Paris – 30 de abril de 1944)  foi um dos principais estilistas franceses, atuante principalmente durante as duas primeiras décadas do século XX. Poiret ajudou a definir o que seria um estilista moderno, e seu legado tornou-se fonte de inspiração para muitos estilistas e artistas que o sucederam. 

## Início da carreira
Poiret nasceu em uma família humilde, no bairro pobre de Les Halles, em Paris. Seus pais conseguiram que ele se tornasse aprendiz de um fabricante de guarda-chuvas. Lá, ele colecionava restos e retalhos que sobravam da fabricação dos guarda-chuvas, e confeccionava vestidos para uma boneca que sua irmã o havia dado. . Enquanto ainda era adolescente, vendeu 12 croquis para a costureira Madeleine Chéruit. Posteriormente, começou a trabalhar para o consagrado estilista Jacques Doucet, e criou um mantô para a atriz Réjane, que se tornou muito popular. 

Com 21 anos de idade, deixou o ateliê de Doucet para cumprir serviço militar. Já no ano seguinte, passou a trabalhar para Charles Frederick Worth, criando peças de vestuário para serem usadas com os exuberantes vestidos de noite feitos por Worth. Posteriormente, Poiret rejeitou muitos preceitos de Worth, como a utilização de espartilhos e vestidos justos que delineavam o corpo. Contudo, o que Poiret realmente absorveu do "pai da alta-costura" durante o tempo que trabalhou com ele foi o senso de exibicionismo teatral e a ideia do formador de opinião. 

## Consolidação

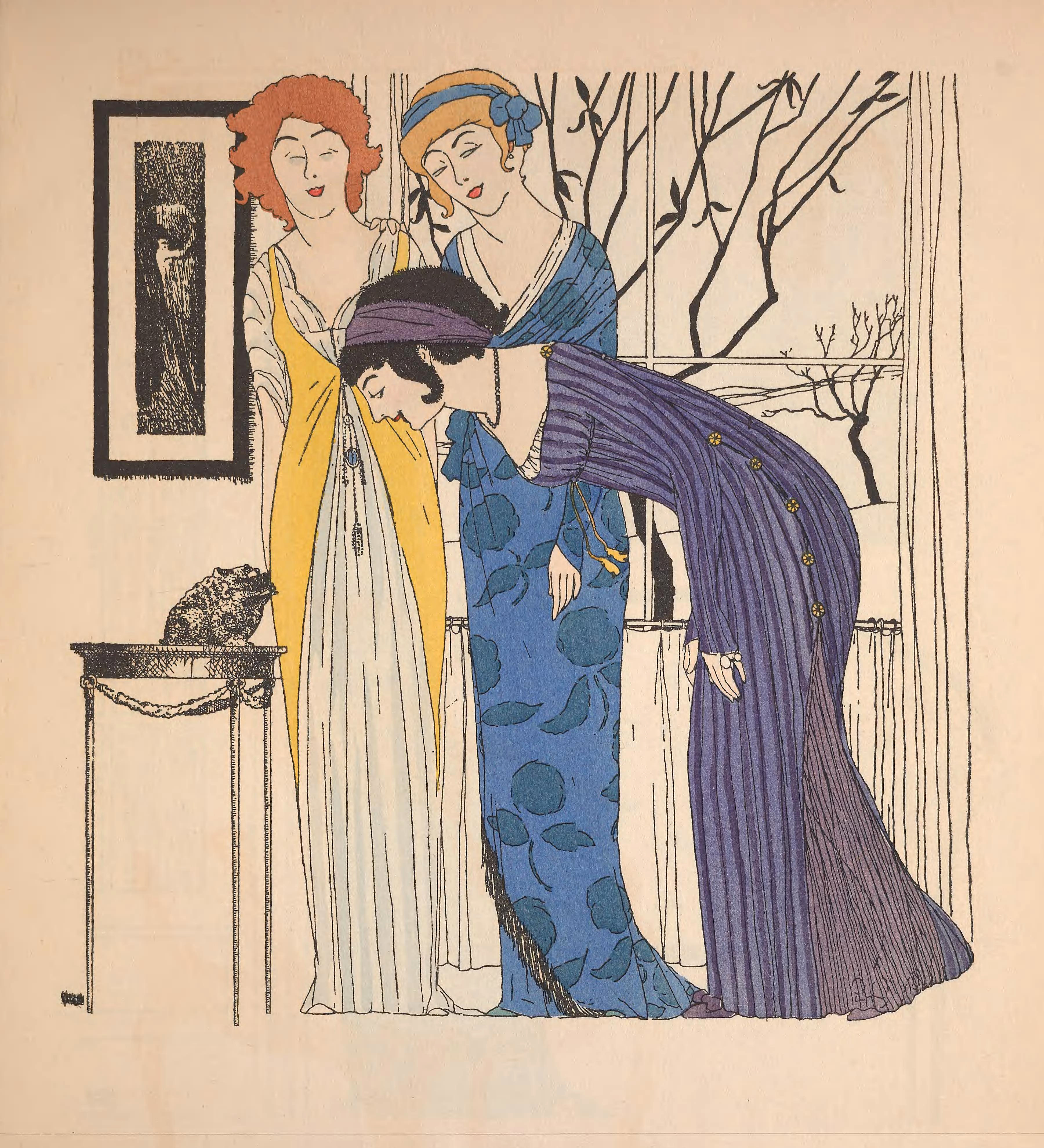
Designs de Paul Poiret em 1908, ilustrados por Paul Iribe

Em 1903, Poiret fundou sua própria maison. Criou trajes inspirados nos vestidos neoclássicos que permitiram às mulheres abandonar os espartilhos e as anáguas. Ele criava vitrines extravagantes, e dava festas exageradas para divulgar seu trabalho. Tinha um ótimo senso de marketing, e foi um dos primeiros estilistas a contratar artistas para criar catálogos promocionais para suas criações.  

Em 1910, o Balé Russo apresentou Sherazade em Paris, inspirando Poiret com a exuberância dos tecidos e cores do figurino. Ele introduziu a saia enviesada, que, apesar de limitar os movimentos, proporcionava uma silhueta perfeita a quem vestia. 

Abriu uma empresa de perfumes e cosméticos em 1911, e outra de arte decorativa. Lançou o perfume "Parfums de Rosine", nomeado em homenagem à sua filha, e se tornou o primeiro estilista francês a lançar uma fragrância em seu nome, costume que ainda é muito comum até os dias de hoje entre as grandes casas de alta costura. 

Também em 1911, o editor Lucien Vogel desafiou o fotógrafo Edward Steichen a promover a moda uma uma das belas artes em seu trabalho. Steichen então fotografou criações de Poiret em ângulos inovadores e em uma luz sombria, fotos essas que foram publicadas na edição de abril de 1911 da revista Art et Décoration. Essa ocasião é conhecida como o primeiro ensaio de fotografia de moda moderno.

## Declínio e fim da carreira
No início da Primeira Guerra Mundial, Poiret deixou os negócios para servir ao exército. Quando retornou, em 1919, a maison estava à beira da falência. Os novos designers estavam produzindo roupas mais simples e sem muitos adereços, e, em comparação, os modelos elaborados de Poiret pareciam deselegantes e mal fabricados, já que, apesar de ter sido bastante inovador, o estilista não prezava por qualidade na construção das peças, e preferia que seus vestidos fossem "bonitos de longe". 

Encerrou negócios em 1929 por não conseguir se adaptar à nova estética utilitária da pós-Primeira Guerra. Morreu pobre no dia 30 de abril de 1944 .

## Estética e legado
O início do século XX foi um período de muitas transformações no mundo ocidental: inovações na literatura, arte e design, desprendimento moral, revoluções no modo de pensar, nos ideais e nos valores, entre outras. O que veio a seguir foi o que conhecemos como modernismo. Muitos estilistas da época refletiram o sentimento dessa época em um desprendimento nas limitações dos vestidos femininos, mas Poiret foi o que levou mais crédito por essas mudanças, por sua capacidade de se auto promover. 

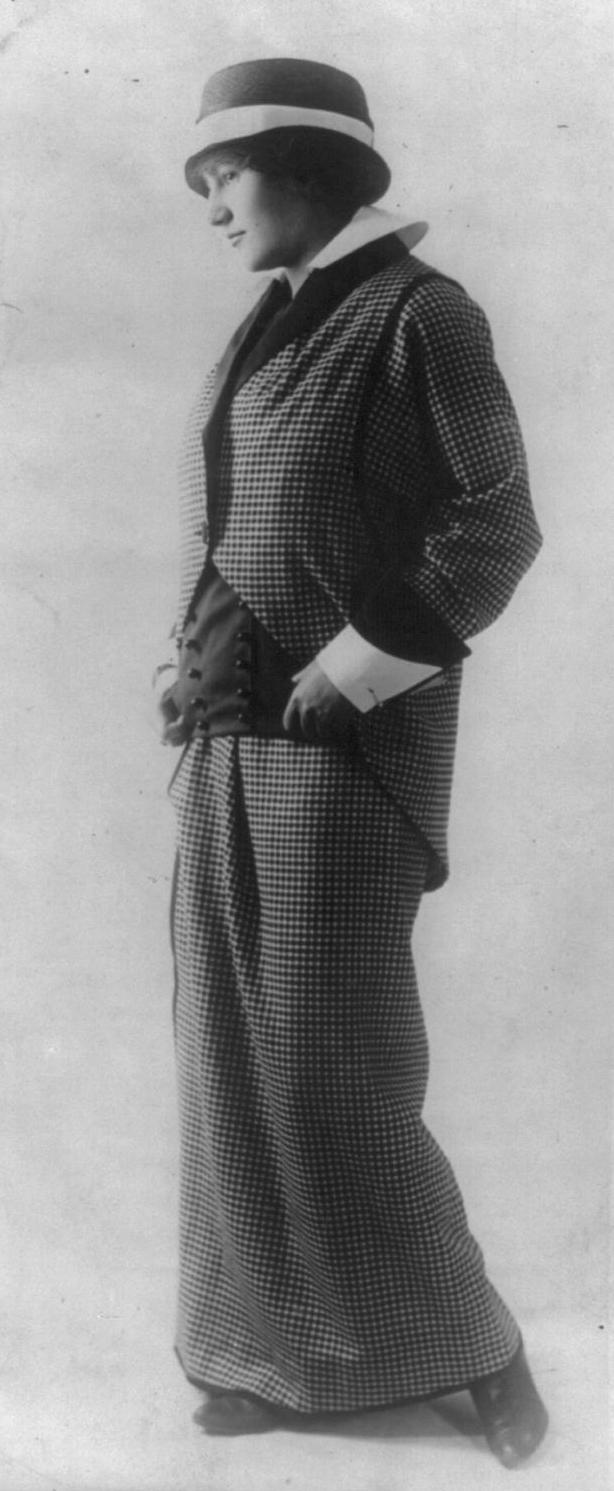
Design de Paul Poiret

As suas criações aboliram as anáguas e, mais radicalmente, os espartilhos, e o foco na elaboração de trajes passou a ser o drapeado, garantindo que as peças tivessem bom caimento sem que o corpo fosse forçado a se encaixar nos moldes e padrões da época. 

Naquela época, Paris era considerada o centro do mundo, e por isso Poiret teve a oportunidade de conviver com muitos artistas famosos, como Constantin Brâncuși, Robert Delaunay, Henry Matisse, Francis Picaba e Pablo Picasso. Ele tornou-se um patrono das artes, e frequentemente expunha obras no seu ateliê. Ele se considerava um artista, e não apenas um estilista, pois dizia que a costura era uma forma de arte. De fato, principal estratégia de marketing de Poiret era promover suas peças e outros produtos como arte.

Em 1911 chegou a abrir sua própria escola de artes, onde moças com inclinações artísticas produziam arte decorativa. Ele usou a escola como ferramenta de marketing para justificar a ideia de que as criações não deveriam ser corrompidas ou reprimidas pela cultura de consumo. 

Paul Poiret também ajudou a estabelecer a prática que é chamada no mundo da moda contemporânea de "marca como estilo de vida", visível em estratégias de marketing de profissionais como Ralph Lauren ou Calvin Klein. Poiret é considerado o primeiro estilista a criar uma linha de cosméticos e fragrâncias, em 1911. Ele produziu diversas fragrâncias ao longo de sua carreira, todas com identidade e frascos licenciados projetados por ele mesmo ou criados exclusivamente. Suas clientes também podiam mobiliar suas casas com objetos de decoração e tecidos provenientes de sua escola de arte.

Poiret foi visto como uma celebridade e chamado de "o rei da moda" nos Estados Unidos, título que foi recebido após ele fazer uma excursão publicitária ao país em 1913. Seus vestidos eram tão copiados que em 1916 ele criou suas próprias cópias, feitas de materiais mais baratos, e chamou-as de "reproduções genuínas". 

## Vida pessoal
Casou-se com Denise Boulet em 1905, e com ela teve cinco filhos. Denise era considerada a Musa de Poiret, e em 1913, o estilista declarou à Vogue que sua esposa era "a inspiração para todas as minhas criações" e a "expressão de todos os meus ideais". Eles se divorciaram em 1928, depois de 23 anos de casados, em uma separação que não foi nada amigável.